# As Heard on Radio Soulwax Pt. 2
As Heard on Radio Soulwax Pt. 2 is het eerste album dat wordt uitgebracht door Soulwax- leden David en Stephen Dewaele onder de naam van 2manydjs. Het bestaat uit 45 geremixte nummers van een reeks uiteenlopende artiesten, waaronder Dolly Parton, Basement Jaxx en 10cc. 
Hoewel sommige nummers  remixen zijn, zijn de meeste nummers mashup- collages waarbij de zang van het ene nummer over het instrumentale deel van het andere nummer wordt geplaatst. Het gesamplede materiaal werd uitgebreid gecleared voor commerciële release; als gevolg daarvan verschijnen er slechts 114 elementen van de 187 opnames die 2manydjs aanvankelijk wilde gebruiken. 
Het artwork van het album werd ook aangepast na dreigementen met een rechtszaak van de fotograaf van de originele afbeelding. 
Het album werd een commercieel succes in België en er werden uiteindelijk wereldwijd meer dan een half miljoen exemplaren verkocht. 

## Achtergrond
In 1998, toen ze op tournee waren met hun Soulwax-album Much Against Everyone's Advice, begonnen de gebroeders Dewaele op te treden als dj's tijdens hun eigen after-shows als "The Flying Dewaele Brothers", later omgedoopt tot "The Fucking Dewaele Brothers". Het werd op zichzelf al een succesvolle act en in 1999 traden ze op als headliners op het tweede podium van het festival Rock Werchter. De Vlaamse belangrijkste alternatieve muziekzender, Studio Brussel, vroeg hen vervolgens om resident-dj's te worden voor de show "Hang the DJs" waar de broers hun eerste echte mash-ups maakten. 
In 2002 werd As Heard on Radio Soulwax Pt. 2 het eerste officiële mash-upalbum. Het duo wilde oorspronkelijk elementen van 187 opnames opnemen, maar gebruikte er uiteindelijk 114 wegens moeilijkheden bij het clearen.  Bij 62 nummers werd de toestemming geweigerd en 11 konden niet worden getraceerd.  Voor het nummer "Shake Your Body" ontbrak toestemming, omdat de licentiehouder niet kon worden gevonden. 2manydjs hebben het toch opgenomen, omdat ze vonden dat het uitsluiten ervan zonde zou zijn. 
De omslag is oorspronkelijk afkomstig van een foto van Elton John buiten Langan's Brasserie. Grafisch ontwerper Marc Meulemans plaatste een bruine papieren zak over het hoofd van Elton John om problemen met de rechten te voorkomen, maar de oorspronkelijke fotograaf Richard Young weigerde hen de foto toch te laten gebruiken. Meulemans besloot vervolgens de hele foto te verwijderen door middel van Tipp-Ex, waardoor alleen de bruine papieren zak overbleef. 
| Album | Verschijnen | Label | Hitlijsten | Hitlijsten | Hitlijsten | Hitlijsten | Hitlijsten | Hitlijsten | Hitlijsten |
| Album | Verschijnen | Label | BE (VL)    | BE (VL)    | BE (WA)    | BE (WA)    | NL         | NL         | FR         |
| Album | Verschijnen | Label | Piek       | Weken      | Piek       | Weken      | Piek       | Weken      | Piek       |
| ----- | ----------- | ----- | ---------- | ---------- | ---------- | ---------- | ---------- | ---------- | ---------- |

Het album piekte op # 2 in de Vlaamse Ultratop -albumlijst, bleef 41 weken in de hitlijst en bereikte # 29 in Noorwegen, # 31 in Nederland en # 79 in Frankrijk.  Het album werd in België gecertificeerd als gouden plaat. 

## Tracklist
Op cd-exemplaren van het album is het mogelijk terug te spoelen tot vóór het eerste nummer om toegang te krijgen tot "Can't Get You Out Of My Head (Soulwax Elektronic Mix)" van Kylie Minogue. Dit wordt bereikt door op play te drukken, 4 minuten en 17 seconden terug te spoelen en het album te laten starten. Na dit nummer gaat het album meteen over naar het eerste nummer.

## Video
In 2014 bracht 2manydjs, als 24e en laatste deel van hun reeks videomixen van een uur, een volledige video uit voor hun "As Heard on Radio Soulwax Pt. 2".  